# جیمز رکتور
جیمز رکتور (انگلیسی: James Rector; ۲۲ ژوئن ۱۸۸۴ – ۱۰ مارس ۱۹۴۹) ورزشکار دو و میدانی، و وکیل اهل ایالات متحده آمریکا بود.